# Знахідка
Знахідка — мультфільм 1986 року.

## Сюжет
Пішов дядько в ліс пташині яйця з гнізд збирати. Приніс додому одне яєчко і поклав в хутряній шапці під лампочку. Став чекати, навіть півня змушував яйце гріти. А вилупилася з яєчка дуже симпатична. змійка! Бачили б, що ця пустотлива змійка у нього в будинку наробила!